# Kemal Kaynaş Stadyumu
Das Kemal Kaynaş Stadyumu (deutsch Kemal-Kaynaş-Stadion) ist ein Fußballstadion mit Leichtathletikanlage in Karaman, Türkei.
Das Stadion hat eine Anzahl von 2.256 Plätzen, von denen 750 Sitzplätze sind. Es ist die Heimstätte von Karamanspor und wurde im Jahr 1969 erbaut.